# Милош Марковић (револуционар)
Милош Марковић (Ужице, 1901 — Москва, 11. август 1933) био је браварски радник и комунистички револуционар.

## Биографија
Рођен је 1901. године у Ужицу. Потицао је из многочлане радничке породице, био је друго од укупно петоро деце. Године 1911. умрла му је мајка, а идуће 1912. године отац му је отишао у рат (учествовао је у оба балканска рата и Првом светском рату). Све до завршетка Првог светског рата морао је сам водити бригу о себи.
После завршетка рата, 1920. године напустио је Ужице, јер није могао да се запосли и отишао је у Ниш, где је у железничкој радионици изучио браварски занат. У Нишу се укључио у револуционарни раднички покрет, мада је прва сазнања о радничком покрету добио у кући од оца Спасоја који је био синдикални руководилац и члан Српске социјалдемократске партије. Априла 1920. године је учествовао у великом штрајку железничких радника, а убзо потом је примљен у чланство Комунистичке партије Југославије (КПЈ).
Иако веома млад био је велики агитатор и борац за радничка права. Иступао је на конференцијама и синдикалним зборовима у Нишу. Био је секретар Месног комитета СКОЈ-а за Ниш, а током 1924. године и један од функционера Независне радничке партије Југославије (НРПЈ) у Нишкој области. Током боравка у Нишу био је један од оснивача првог радничког спортског друштва у Нишу.
Априла 1925. године отишао је на одслужење војног рока у механичарску радионицу на аеродрому Југовићево, код Новог Сада. После повратка из војске наставио је са својим револцуионарним радом у Нишу. Као секретар Обласног секретеријата КПЈ за Ниш обилазио је и друга места по Србији - Краљево, Лесковац, Пирот, а често је одлазио и у родно Ужице. У пролеће 1925. године у Ужицу је био један од оснивача Ужичког радничког спортског клуба „Слобода“.
Године 1926. је постао секретар Окружног комитета КПЈ за Ниш и члан Централног комитета КПЈ. Године 1927. је био један од организатора Првомајске прославе у Ужицу, на којој се окупило око 500 радника. Полиција се покушала да растера раднике, чему се Милош супротставио због чега је био ухапшен. Сутрадан по његовом хапшењу радници железничке радионице су ступили у штрајк и тражили да се Милош и још двојица радника пусте из затвора. Због велике солидарности железничких радника, и опасности да дође до прекида железничког саобраћаја полиција је пустила ухапшене.
Крајем 1927. године био је изабран за делегата КПЈ на Саветовању руководећег актива КПЈ у Извршном комитету Коминтерне. Марта 1928. је са групом другова пошао у Совјетски Савез, али су у Грацу били ухапшени у спроведени у Југославију. Тада је у затвору у Марибору одлежао шест недеља. Јуна 1928. године је био именован за секретара Покрајинског комитета КПЈ за Србију, али ову функцију није преузео услед фракцијских борби у КПЈ. Милош је припадао револуционарном језгру партије, па су припадници „десне фракције“ били против његовог именовања.
После завођења Шестојануарске диктатуре, 1929. године Милош је по налогу КПЈ напустио земљу и прешао у Совјетски Савез, где је 1931. завршио Међународну лењинску школу. Потом постаје професионални револуционар - члан Привременог руководства КПЈ. Кретао се међу југословенском комунистичком емиграцијом у Паризу, Москви, Бечу и Берлину, а неколико пута је долазио и у Југославију.
Био је веома активан, упркос болести - туберколози. Упорно је одбијао лечење не желећи да напушта партијски рад. Одлуком руководства КПЈ, почетком августа 1933. је упућен на лечење у Москву, где га је прихватио Гргур Вујовић, представник КПЈ у Коминтерни. Приликом прегледа у Кремаљској болници утврђено му је веома тешко стање јер је туберкулоза захватила оба плућна крила. Тада је смештен у један санаторијум у Москви, где је убрзо преминуио 11. августа 1933. године.
У току Народноослободилачког рата једна чета Ужичког партизанског одреда је носила његово име.